# Kościół Zaślubin Najświętszej Maryi Panny i św. Józefa oraz klasztor Sakramentek we Lwowie
Kościół pw. Zaślubin Najświętszej Maryi Panny i św. Józefa oraz klasztor Sakramentek we Lwowie – jest położony przy ul. Terszakowców 9  (ukr. вул. Тершаковців, 9; w czasach ZSRR: Marczenko, przed 1945 Sakramentek).

## Historia
Siostry benedyktynki od Nieustającej Adoracji Najświętszego Sakramentu (łac. Moniales Ordinis Sancti Benedicti ab Adoratione Perpetua), zwane potocznie sakramentkami, przybyły do Lwowa z Warszawy około 1711 roku. Plan otwarcia klasztoru spotkał się z poparciem wojewody kijowskiego Józefa Potockiego i księżnej Anny Dolskiej. Punkt zwrotny stanowiło przyjęcie na pensję wojewodzianki smoleńskiej Zofii Cetnerówny w październiku 1711 i wynajęcie odpowiedniego domu.
W 1717 podjęto stałą adorację Najświętszego Sakramentu.
W kwietniu 1721 wojewoda smoleński Franciszek Cetner i arcybiskup lwowski Jan Skarbek podpisali dokument fundacyjny, w myśl wydanej dwa lata wcześniej bulli erekcyjnej. Fundacje wsparli następnie Stanisław Leszczyński i Helena Czetwertyńska. Zbudowany wkrótce potem kościół został zniszczony w latach 30. XVIII w. W 1743 rozpoczęto budowę nowego, murowanego kościoła według projektu Bernarda Meretyna. Kamień węgielny pod kościół, który otrzymał wezwanie Zaślubin Najświętszej Maryi Panny i św. Józefa, wmurował arcybiskup Mikołaj Ignacy Wyżycki. Prace budowlane przy kościele przeciągały się po czym ok. 1780 zostały przerwane.
W 1772, w momencie zajęcia Lwowa przez Austriaków w wyniku pierwszego rozbioru Polski w konwencie żyło 31 zakonnic. Klasztor nie uległ kasacie w wyniku reform józefińskich przeprowadzonych przez cesarza Józefa II, ponieważ siostry sakramentki prowadziły pensję dla panien i otrzymały pozytywną opinię od władz austriackich; to prawdopodobnie uratowało zakon przed kasatą. W latach 1881–1887 podjęto przerwaną budowę a właściwie przebudowę świątyni według projektu Adolfa Minasiewicza (fasada otrzymała wtedy charakterystyczną attykę) i w latach 1902–1904 według projektu Władysława Sadłowskiego, kiedy to zbudowano neobarokową wieżę. W tym stanie zachował się do dzisiaj. W sylwetce świątyni wyróżnia się rozczłonkowana pilastrami i niszami fasada z dwoma niewielkimi, cylindrycznymi wieżyczkami po bokach i wysoką wieżą-dzwonnicą pośrodku. Trzynawowe wnętrze świątyni wyposażone zostało w neobarokowy ołtarz i dębowe stalle. W latach 30. XX w. alabastrownia Czartoryskich zbudowała dwa alabastrowe ołtarze boczne w stylu art déco i ambonę.
W 1928 siostry sakramentki zamknęły pensje dla panien i przyjęły klauzurę papieską.
W 1932 ustanowiono wieczystą adorację Najświętszego Sakramentu wśród wiernych.
W 1946 kościół i klasztor zostały zamknięte a siostry sakramentki wyjechały ze Lwowa i osiadły na Dolnym Śląsku, najpierw w Pławniowicach i Bardzie Śląskim a potem (1972) we Wrocławiu.
Ich zespół klasztorny został adaptowany na obiekt sportowy.
W latach 90. ub. stulecia nieczynny kościół wraz z klasztorem został przekazany ukraińskiemu kościołowi greckokatolickiemu. Nosi on obecnie wezwanie Trójcy Świętej.